# Студенецкий переулок (Ломоносов)
Студене́цкий переулок — переулок в городе Ломоносове Петродворцового района Санкт-Петербурга. Проходит от Ораниенбаумского проспекта до Михайловской улицы.
Переулок представляет собой грунтовую дорогу, ведущую к комплексу зданий 3-го Топографического отряда (военная часть). Вдоль переулка также расположена электрическая подстанция 110 кВ «Ломоносовская» (ПС 39).
Название Студенецкий переулок было рекомендовано Топонимической комиссией Санкт-Петербурга в 2015 году и официально присвоено 31 марта 2017 года в связи с тем, что за территорией военной части, у берега реки Карасты ранее находился так называемый «Еленинский студенец» — колодец на подземном источнике с холодной, «студёной» водой. Студенец был благоустроен и получил художественное оформление при великой княгине Елене Павловне — владелице имения Ораниенбаум. В её память названа также одна из центральных улиц современного города Ломоносова — Еленинская. Название переулка является примером историко-культурной номинации (один из подходов к присвоению названий) и имеет строгую адресную привязку, что соответствует буквальному значению слова топоним и упрощает ориентирование на местности.